# Lubuska Brygada WOP
Lubuska Brygada Wojsk Ochrony Pogranicza (LBWOP) – zlikwidowana brygada Wojsk Ochrony Pogranicza pełniąca służbę na granicy państwowej z Niemiecką Republiką Demokratyczną.

## Formowanie i zmiany organizacyjne
9 Lubuska Brygada WOP została sformowana na podstawie zarządzenia ministra spraw wewnętrznych nr 075/58 z 22 kwietnia 1958, na bazie 9 Brygady WOP.
W 1961 dowództwo posiadało kryptonim Refren.
W 1962 wprowadzono nowy plan mobilizacyjny PM–62. Zakładał on na wypadek wojny znaczne rozwiniecie jednostki. Zgodnie z etatem czasu „P”, 1 lipca 1965 Brygada liczyła 2988 żołnierzy, a etat czasu „W” przewidywał 3971 żołnierzy. W ramach zadań mobilizacyjnych jednostka mobilizowała 1 zapasowy batalion WOP.
31 maja 1968 przeformowano brygadę z etatu 352/70 na etat 33/11 o stanie osobowym 2823 żołnierzy i 51 pracowników cywilnych.
Lubuska Brygada WOP rozformowana została w listopadzie 1989. Lewy odcinek na Nysie Łużyckiej został przekazany Łużyckiej Brygadzie WOP w Lubaniu Śląskim, zaś prawy odcinek na Odrze Pomorskiej Brygadzie WOP w Szczecinie. Na bazie dowództwa Lubuskiej Brygady WOP został utworzony Ośrodek Szkolenia Wojsk Ochrony Pogranicza w Krośnie Odrzańskim.
Zarządzeniem nr 012 Komendanta Głównego Straży Granicznej z 7 maja 1991 w sprawie rozwiązania jednostek WOP oraz utworzenia jednostek organizacyjnych Straży Granicznej Minister Spraw Wewnętrznych polecił z dniem 16 maja 1991 rozwiązać Ośrodek Szkolenia WOP w Krośnie Odrzańskim istniejący według etatu nr 44/0140 o stanie osobowym na okres „W” 844 żołnierzy i 32 pracowników cywilnych oraz na okres „P” 657 żołnierzy i 32 pracowników cywilnych. Na jego bazie powstał Lubuski Oddział Straży Granicznej w Krośnie Odrzańskim.

## Struktura organizacyjna
- Dowództwo, sztab i pododdziały dowodzenia – Krosno Odrzańskie[d]
- Batalion WOP Tuplice
- Batalion WOP Gubin
- Batalion WOP Słubice.

W 1976 strażnice i GPK podlegały bezpośrednio pod sztab brygady, a w miejsce dawnych batalionów zorganizowano:
- Ośrodek Szkolenia – Słubice
- Ośrodek Szkolenia – Gubin
- Batalion odwodowy – Tuplice.

## Wydarzenia
- 13 grudnia 1981–22 lipca 1983 – (stan wojenny w Polsce), cały wysiłek służb przede wszystkim strażnic i GPK, skierowano na ochronę granicy oraz utrzymanie porządku i bezpieczeństwa w strefie nadgranicznej, współpracując ściśle z organami milicji i Służby Bezpieczeństwa. W strażnicach normę służby granicznej dla żołnierzy podwyższono z 8 do 12 godzin na dobę. Po wprowadzeniu ograniczeń w ruchu granicznym część niewykorzystanej kadry GPK przerzucono do strażnic w celu wspomożenia bezpośredniej ochrony granicy. Patrole wysyłane w teren zostały wzmocnione. Wyeliminowano służby składające się z jednego żołnierza. Ścisłą kontrolą objęto całą strefę nadgraniczną, sięgając niekiedy głębiej. Niektóre szlaki turystyczne zostały zamknięte, a ruch w strefie nadgranicznej został znacznie ograniczony. W stan gotowości były postawione wszystkie pododdziały odwodowe. Dla umocnienia bezpieczeństwa w strefie nadgranicznej organizowano stałe akcje penetracyjne terenu przez wszystkie służby, zwłaszcza lotne patrole na motocyklach lub samochodach osobowo-terenowych. Wzmocniono kontrolę ruchu jednostek pływających. Mimo utrudnionych warunków nie zaprzestano współpracy z ludnością pogranicza[6].

## Sąsiednie brygady
- Łużycka Brygada WOP ⇔ Pomorska Brygada WOP – 1.01.1958–11.1989[3].

## Oficerowie brygady
| Dowódcy brygady          | Dowódcy brygady       |
| ------------------------ | --------------------- |
| płk Stanisław Czesławski | 1.12.1956–5.02.1963   |
| płk Kazimierz Weron      | 6.02.1963–17.06.1970  |
| płk Walerian Mikołajczak | 18.06.1970–18.06.1982 |
| płk Andrzej Żurek        | 16.12.1982–1989       |
| Kierownicy sekcji KRG    |                       |
| kpt. Longin Wasilewicz   |                       |
| mjr Rudolf Wołkowski     |                       |
| mjr Władysław Kwinta     |                       |
| ppłk Tadeusz Styła       |                       |
| ppłk Stanisław Kwinta    |                       |
| ppłk Waldemar Markun     |                       |

## Symbole brygady
Wojewódzki Komitet Obchodów 20-lecia LWP w Zielonej Górze w związku ze zmianą wzoru sztandarów wojskowych wystąpił z inicjatywą ufundowania dla brygady lubuskiej nowego sztandaru.
21 lipca 1963 przed gmachem Komitetu Wojewódzkiego PZPR w Zielonej Górze odbyła się uroczystość wręczenia sztandaru. Sztandar z rąk dowódcy WOP otrzymał dowódca Lubuskiej Brygady WOP ppłk dypl. Kazimierz Weron, a następnie przekazał go dla pocztu sztandarowego.

## Medale i odznaki honorowe przyznane Lubuskiej Brygadzie WOP

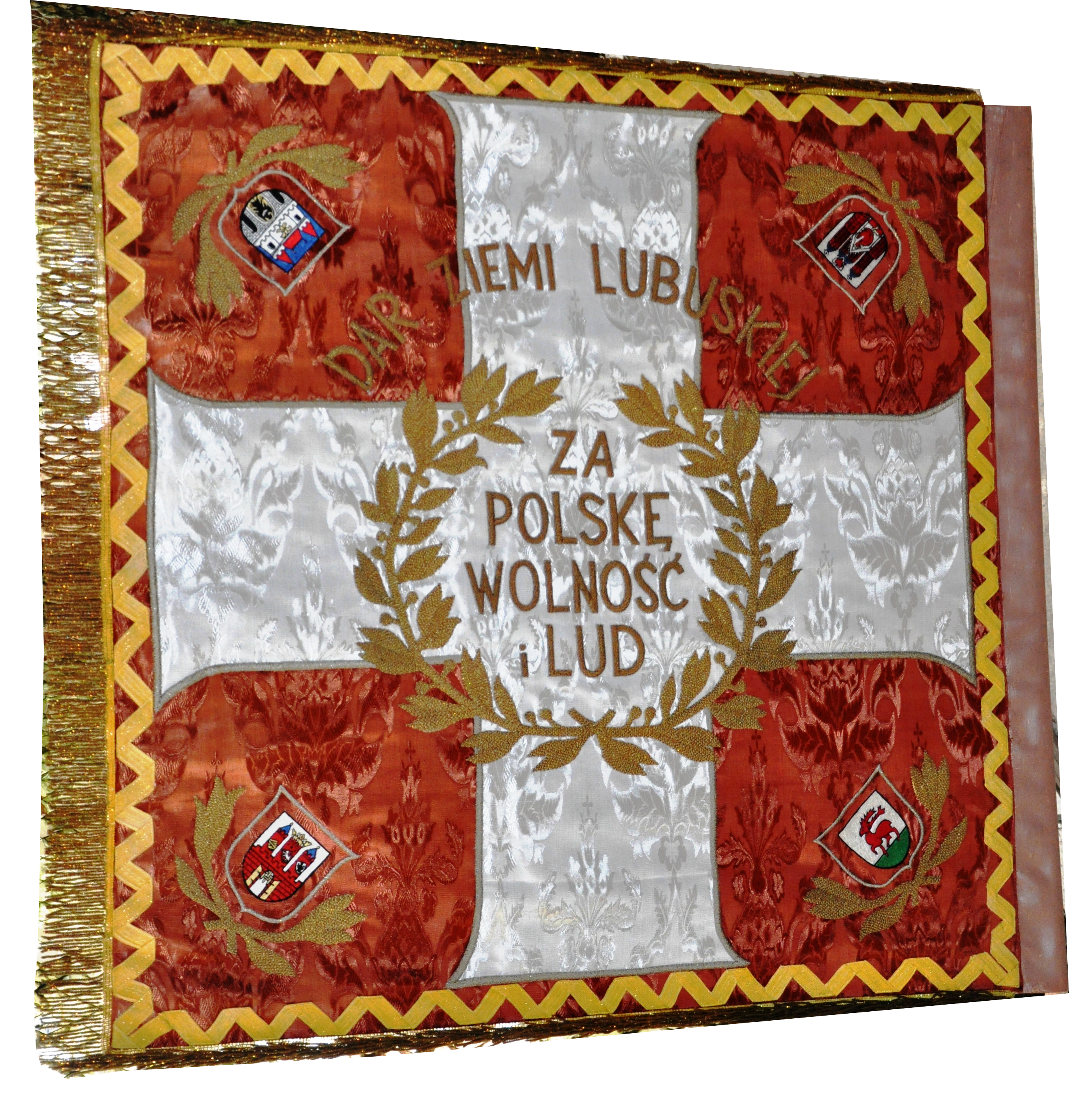
Sztandar brygady

- Złota odznaka honorowa „Za zasługi dla rozwoju województwa zielonogórskiego” − 1965[11]
- Odznaka 1000-lecia Państwa Polskiego − 1966
- „Złoty znak” Związku Ochotniczych Straży Pożarnych − 1969
- Odznaka „Za Zasługi dla ZBoWiD” − 1969
- Krzyż „Za Zasługi dla ZHP” − 1971
- Medal pamiątkowy 25-lecia ORMO − 1971
- Medal „Za zasługi w ochronie granic PRL” − 1973
- Brązowy medal 30-lecia LWP − 1973
- Medal pamiątkowy 200 rocznicy Komisji Edukacji Narodowej − 1974
- Złota Odznaka „Zasłużony Działacz LOK” − 1974
- Zasłużony Honorowy Dawca Krwi PCK − 1975
- Medal „Za zasługi dla LOK” − 1977
- Złota odznaka honorowa „Za zasługi dla województwa gorzowskiego” − 1978
- Medal pamiątkowy z okazji 35 rocznicy LWP − 1978.

## Przekształcenia
2 Oddział Ochrony Pogranicza → 2 Poznański Oddział WOP → 10 Brygada Ochrony Pogranicza → 9 Brygada WOP → 9 Lubuska Brygada WOP → Lubuska Brygada WOP → Ośrodek Szkolenia WOP w Krośnie Odrzańskim → Lubuski Oddział Straży Granicznej → Nadodrzański Oddział Straży Granicznej.

## Galeria

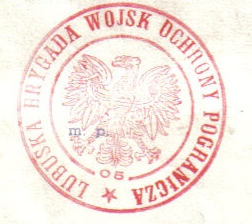
Pieczątka Lubuskiej Brygady WOP
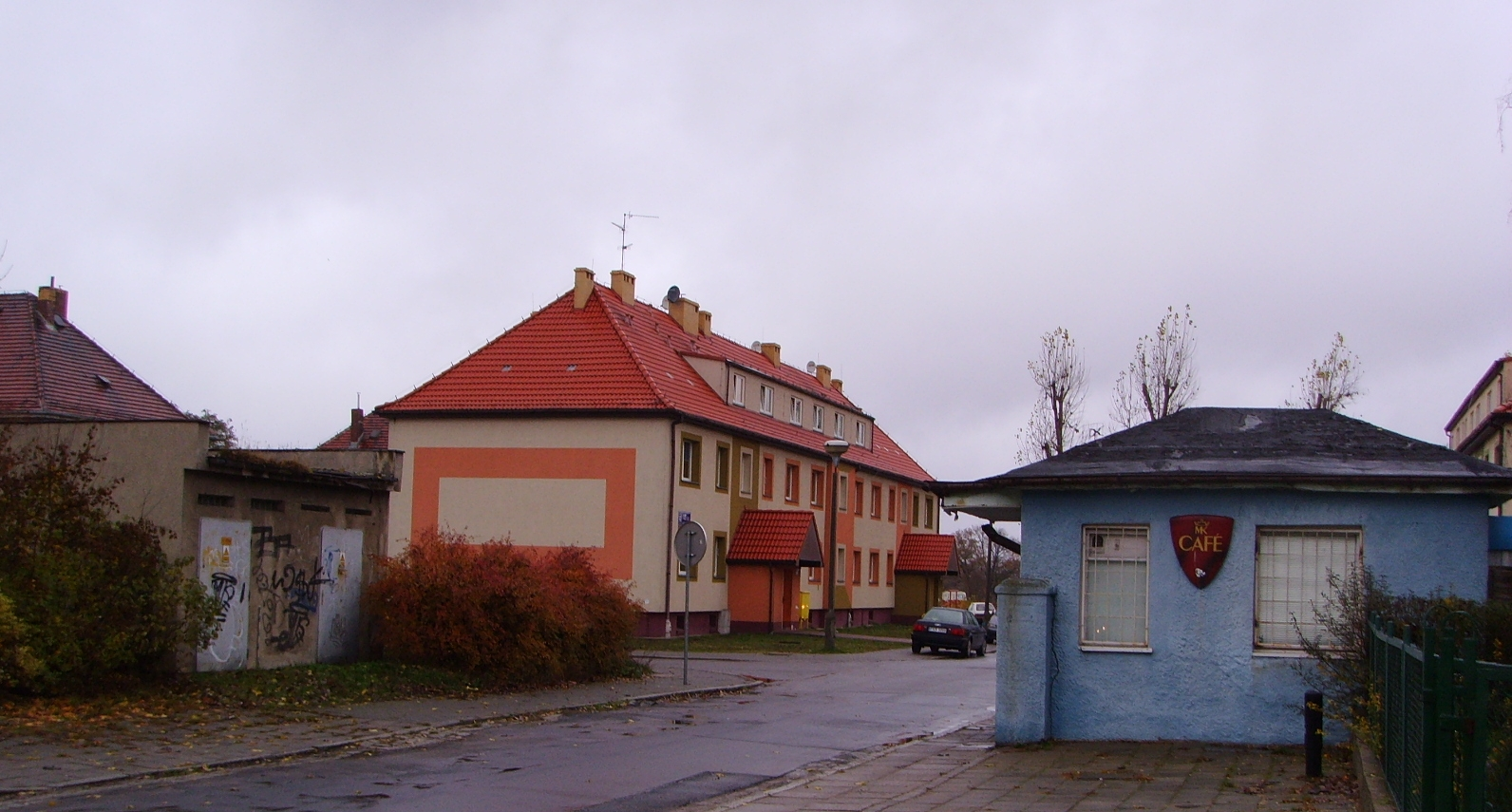
Dawne koszary WOP w Gubinie
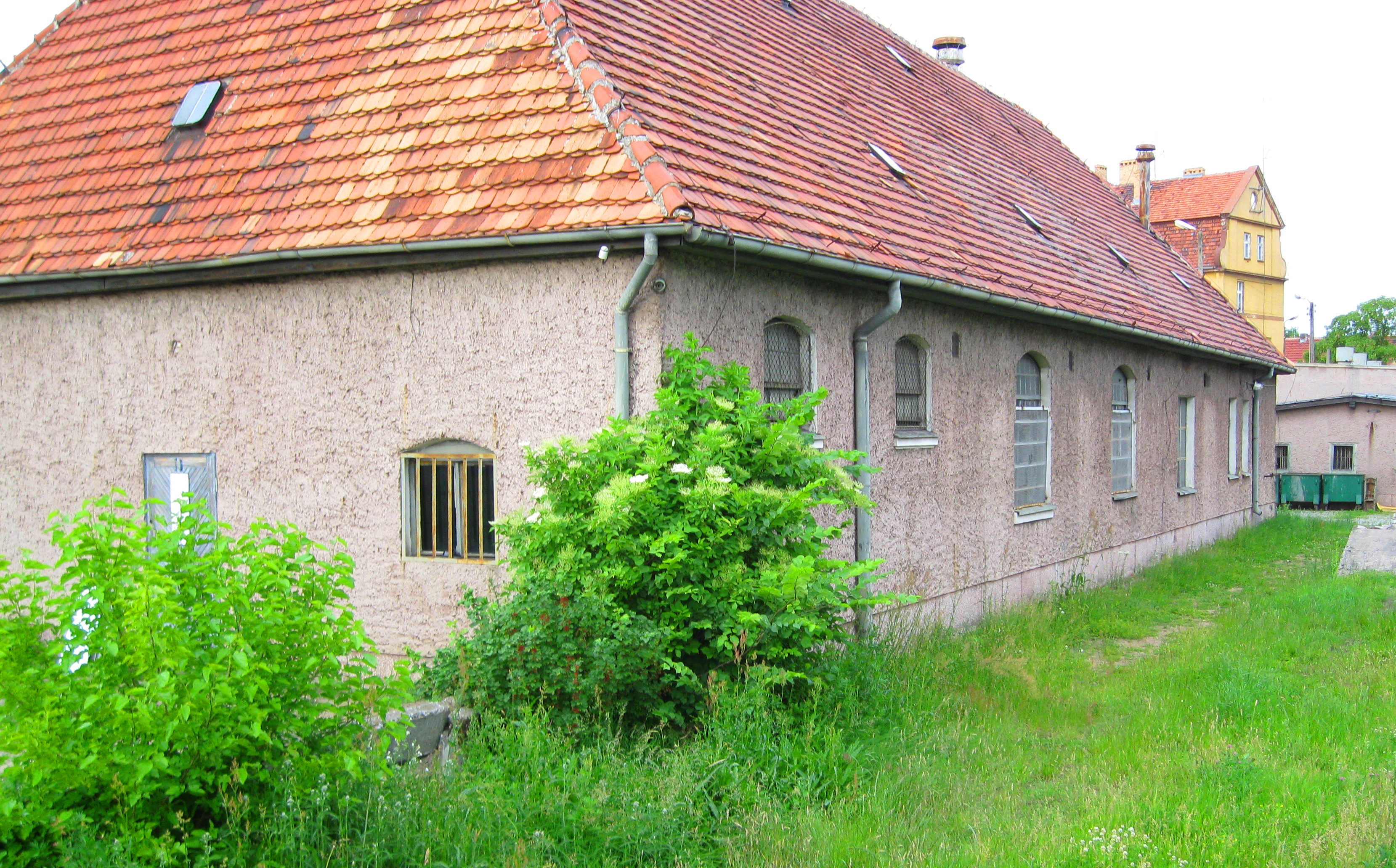
Dawny magazyn WOP w Słubicach
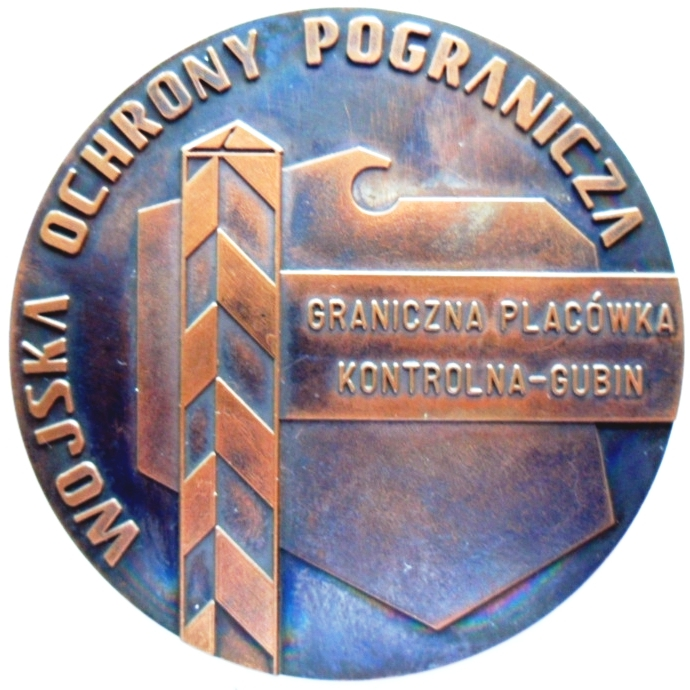
Pamiątkowy medal GPK Gubin
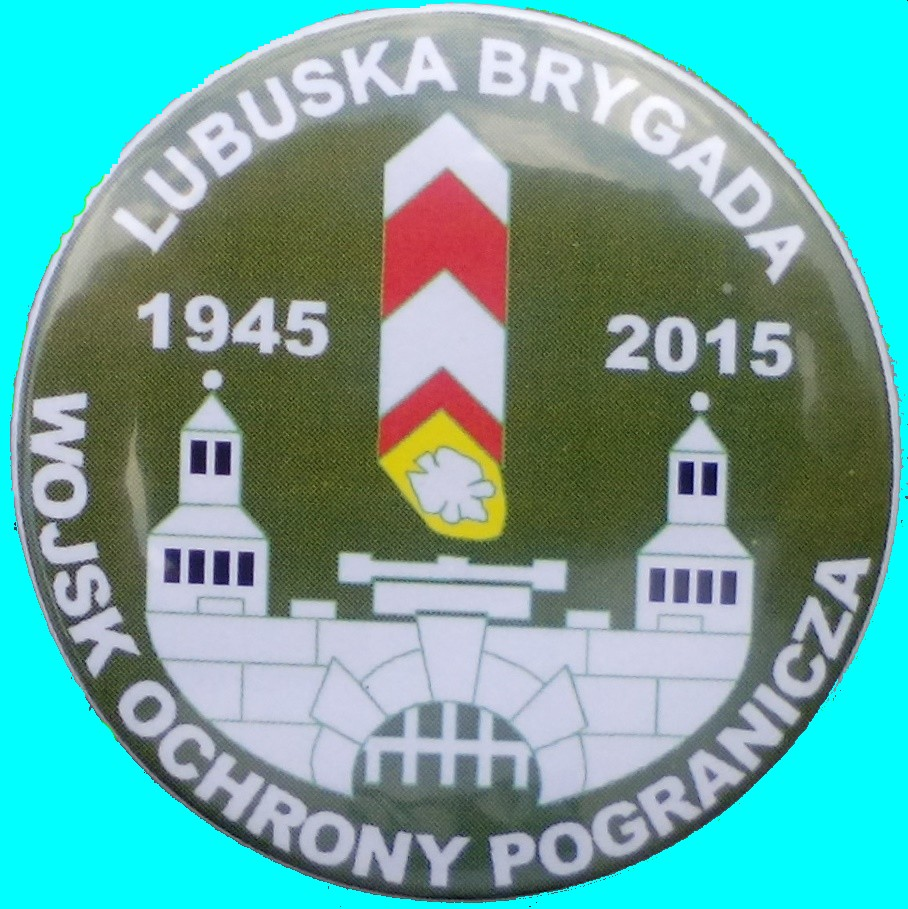
Brosza LBWOP